# Park Narodowy Betung Kerihun
Park Narodowy Betung Kerihun (indonez. Taman Nasional Betung Kerihun) – park narodowy w Borneo Zachodnim w Indonezji. Założony został 1995 roku i obejmuje 8 000 km² głównie górzystego terenu, porośniętego lasami deszczowymi. Stwierdzono tu występowanie ponad 1250 gatunków roślin i ponad 650 gatunków zwierząt kręgowych, w tym setek endemitów Borneo i około 150 gatunków zagrożonych. Rejon parku zamieszkują lokalne grupy Dajaków. Główne zagrożenia dla parku stanowi nielegalna wycinka lasów i kłusownictwo.

## Geografia
Park zajmuje powierzchnię 8 000 km² na terenie kecamatanów Embaloh Hulu, Embaloh Hilir i Putussibau w kabupatenie Kapuas Hulu w Borneo Zachodnim. Położony jest przy granicy z malezyjskim Sarawakiem. Obejmuje głównie tereny podgórskie i górskie o wysokości od 150 do blisko 2000 m n.p.m. Dominują formy o stromych stokach. Do ważniejszych szczytów należą Gunung Lawit, Gunung Kerihun i Gunung Dayang, wszystkie powyżej 1500 m n.p.m. Główne rzeki parku stanowią Embaloh, Sibau, Menjakan, Mendalam, Hulu Kapuas i Bungan. Są one jedyną drogą jaką można się dostać do parku.

## Ekologia
W obrębie parku rozróżnia się 8 głównych ekosystemów: nizinne lasy dwuskrzydlcowe, lasy aluwialne, lasy bagienne, stare lasy wtórne, lasy dwuskrzydlcowe na wzgórzach, lasy wapienne, lasy podgórskie oraz lasy górskie.

## Flora
Na terenie parku występuje co najmniej 1 254 gatunków roślin naczyniowych. Na terenach nizinnych i niższych położeniach górskich dominuje element azjatycki, podczas gdy wyżej położone lasy górskie tworzy główne astralazyjski element florystyczny. Wśród wykazanych z parku gatunków najliczniej reprezentowane są dwuskrzydlcowate (120 gatunków), wilczomleczowate (99 gatunków), storczykowate (97 gatunków) i mirtowate (66 gatunków). Liczba gatunków mszaków znanych z parku wynosi 135, z czego 65 należy do wątrobowców. Około 75% znalezionych tu gatunków to endemity Borneo. 67 gatunków zamieszkujących park roślin klasyfikowanych jest przez IUCN jako zagrożone.

## Fauna
Na obszarze parku stwierdzono dotąd występowanie 186 gatunków ryb, 59 gatunków płazów i 53 gatunków gadów. Odnotowano około 300 gatunków ptaków, z których około 25% stanowią endemity Borneo. Spośród 54 znalezionych tu gatunków ssaków, 8 stanowią naczelne: orangutan borneański, gibon borneański, Presbytis frontata, Presbytis rubicunda, makak lapunder, makak jawajski, lori kukang i wyrak sundajski. 81 gatunków zamieszkujących park zwierząt klasyfikowanych jest przez IUCN jako zagrożone.

## Ludność
Autochtoniczna ludność parku i okolic składa się z 8 grup etnicznych Dajaków: Dayak Iban, Tamambaloh, Taman Sibau, Kantu, Kayan Mendalam, Bukat Mendalam, Bukat Metelunai i Punan Hovongan. Na terenie parku leżą dwie wioski: Nanga Bungan i Tanjung Lokang, a 6 innych przylega do jego granic: Sadap, Banua Martinus, Ulu Palin, Nanga Potan i Nanga Ovaat. Miejscowa ludność żyje z polowań, zbieractwa i upraw w systemie żarowym, głównie ryżu, a w 2 wioskach na terenie parku także z wypłukiwania złota.

## Zagrożenia i ochrona
Obszar ten został objęty ochroną przez indonezyjskie Ministerstwo Rolnictwa jako rezerwat w 1982 roku. W 1992 zwiększono jego powierzchnię z 6 do 8 tysięcy km², a w 1995 roku uzyskał status parku narodowego. Jednostka zarządzająca parkiem została formalnie powołana przez Ministerstwo Leśnictwa w 1997 roku.
Głównymi zagrożeniami dla parku jest wylesianie wskutek nielegalnej wycinki oraz kłusownictwo. Według danych zgromadzonych przez WWF w 2002 roku na terenie parku wycięto nielegalnie około 31 000 drzew. Raporty wskazują, że kłusowanie na orangutany sięga na terenie Borneo Zachodniego i Środkowego, celem zaspokojenia rynków dużych miast indonezyjskich sięga około 10–15 osobników miesięcznie.